# Буклов, Фёдор Григорьевич
Фёдор Григорьевич Буклов (18 июня 1924, Каменнобродская, Юго-Восточная область — 13 апреля 1985, Кочубеевское, Ставропольский край) — капитан Советской Армии, участник Великой Отечественной войны, Герой Советского Союза (1946).

## Биография
Фёдор Буклов родился 18 июня 1924 года в станице Каменнобродская (ныне — Изобильненского района Ставропольского края) в крестьянской семье. Окончил семь классов школы, после чего учился в фельдшерско-акушерской школе в Пятигорске. В декабре 1941 года был призван на службу в Рабоче-Крестьянскую Красную Армию. В 1942 году окончил Ростовское артиллерийско-противотанковое училище. С августа того же года — на фронтах Великой Отечественной войны. Участвовал в боях на Сталинградском, Донском, 3-м Украинском фронтах. Принимал участие в Сталинградской битве, Белгородско-Харьковской операции, битве за Днепр, Корсунь-Шевченковской операции, освобождении Молдавской ССР и Венгрии. В 1943 году вступил в ВКП(б). К марту 1945 года гвардии лейтенант Фёдор Буклов командовал батареей 139-го гвардейского артиллерийского полка 69-й гвардейской стрелковой дивизии 4-й гвардейской армии 3-го Украинского фронта. Отличился во время Венской операции.
12 апреля 1945 года в районе переправы советских войск через Дунайский канал Буклов, заменив выбывшего из строя наводчика, лично уничтожил 1 и подбил 2 немецких танка. 13 апреля батареей было отбито ещё несколько контратак противника. Во время отражения очередной контратаки Буклов лично уничтожил 1 танк и 1 БТР. В этом сражении он был ранен, но поля боя не покинул, продолжал руководить батарейным огнём. Батарея Буклова первой вышла к мосту через канал и захватила его, что уберегло его от взрыва. Только после этого Буклов разрешил увести себя в медсанчасть. В боях за Вену батарея Буклова уничтожила 32 пулемёта, 3 орудий, 8 БТР, 3 танка, а также разрушила 23 дома с засевшими в них пехотинцами.
Указом Президиума Верховного Совета СССР от 15 мая 1946 года за «мужество, отвагу и героизм, проявленные в борьбе с немецко-фашистскими захватчиками» гвардии лейтенант Фёдор Буклов был удостоен высокого звания Героя Советского Союза с вручением ордена Ленина и медали «Золотая Звезда» за номером 9105.
В 1946 году в звании капитана Ф. Г. Буклов был уволен в запас. Проживал в селе Кочубеевское Ставропольского края. В 1955 году окончил краевую совпартшколу. С 1958 года работал заведующим финотделом Курсавского, с 1963 года — Кочубеевского района.
Скончался 13 апреля 1985 года, похоронен в Невинномысске.

## Награды
- орден Красной Звезды (24.2.1944)[2]
- орден Отечественной войны 1-й (6.4.1985)[3] и 2-й (29.4.1945)[4] степеней
- Герой Советского Союза (орден Ленина и медаль «Золотая Звезда» № 9105; 15.5.1946)[5]
- медали, в том числе:
  - «За оборону Сталинграда»[6].

## Память
В 2005 году в честь Буклова названа гимназия в селе Курсавка Андроповского района Ставропольского края.